# Никитиничи (Могилёвский район)
Ники́тиничи (бел. Нікіцінічы) — деревня в составе Княжицкого сельсовета Могилёвского района Могилёвской области Республики Беларусь.

## Географическое положение
Ближайшие населённые пункты: Лубнище, Бобровичи.

## История
Упоминается в 1646 году в составе имения Княжицы Оршанского повета ВКЛ. В 1681 году на основании фундуша вместе с деревнями Бобровичи и Лубнище выделены из состава Княжицкого графства и переданы надворным хорунжим литовским Константином-Владиславом Пацем основанному им в Княжицах доминиканскому монастырю.

## Население
- 1999 год — 453 человека
- 2010 год — 456 человек